# ألكسندر زيمين
ألكسندر زيمين (بالروسية: Зимин, Александр Александрович)‏ (و. 1920 – 1980 م) هو مؤرخ من الاتحاد السوفياتي الروسي الاشتراكي، والاتحاد السوفيتي، ولد في موسكو، توفي في موسكو، عن عمر يناهز 60 عاماً.

## التعليم
تعلم في جامعة موسكو الحكومية، وتعلم في جامعة أوزبكستان الوطنية
.

## جوائز
حصل على جوائز منها:
- وسام "الاحتفال بالذكرى السنوية ال800 لموسكو"  [لغات أخرى]‏
- ميدالية اليوبيل "للاحتفال بالذكرى المئوية لميلاد فلاديمير إيليتش لينين"  [لغات أخرى]‏